# Linda Ferri
Linda Ferri (née en 1957 à Rome ) est une auteure et scénariste italienne.

## Biographie
Linda Ferri est née à Rome d'une mère américaine et d'un père italien. Elle a passé  ses premières années à Paris où elle  est diplômée en sciences politiques puis elle étudie la philosophie à l’Université Columbia de New York. Elle a  obtenu un diplôme en philosophie de l'histoire à Florence.
Elle a travaillé  dans l'industrie de l'écriture, publiant des travaux en tant que traducteur et éditeur de littérature étrangère.

### Au cinéma
Linda Ferri est une auteure, connue pour son travail de scénariste. Elle co-écrit en 1998 avec Marco et Luca Mazzieri le scénario Voglia una donnaaa ! ; en 2001, l'histoire et le scénario  de La stanza del figlio (La chambre du fils) réalisé par Nanni Moretti ; la même année, Luce dei mei Occhi (La lumière de mes yeux) et La Vita che Vorrei (La vie que je veux ) réalisé par Giuseppe Piccioni en 2004.
En 2006, Ferri a co-écrit Anche Libero Va Bene (Le long de la crête) , réalisé par Kim Rossi Stuart.

### Romans
- Incantesimi, Milan, Feltrinelli, 1997  (ISBN 88-07-70084-0) ( Enchantements : traduit en français par Marilène Raiola e Joël Gayraud, Paris, Mille et une nuits, 2000)
- Cecilia, Rome, E/O, 2009  (ISBN 978-88-7641-851-8)[4].

### Nouvelles
- Il tempo che resta, Milan, Feltrinelli, 2001  (ISBN 88-07-01592-7)

### Romans pour enfants
- Cucciolo dei miei sogni , Rome, E/O, 2004  (ISBN 88-7641-629-3)
- Tutto il respiro del mondo, Rome, Lapis, 2004  (ISBN 88-87546-75-4)
- La ballerina cosmica, Milan, Salani, 2013  (ISBN 978-88-6715-119-6)

### Curatelle
- Arcana Scheiwiller: gli archivi di un editore, Milan, Scheiwiller, 1987  (ISBN 88-7644-091-7)

### Traductions
- Ritratti carnivori di Věra Linhartová, Rome, E/O, 1987  (ISBN 88-7641-048-1)
- Finestre di Jean-Bertrand Pontalis, Rome, E/O, 2001  (ISBN 88-7641-451-7)

## Filmographie

### Scénariste
- 1998 : Voglio une donnaaa ! de Luca Mazzieri, Marco Mazzieri
- 2001 : La Chambre du fils ( La stanza del figlio ) de Nanni Moretti
- 2001 : Luce dei mei occhi de Giuseppe Piccioni
- 2004 : La vita che vorrei de Giuseppe Piccioni
- 2006 : Libero (Anche libero va bene) de Kim Rossi Stuart
- 2009 : Di me cosa ne sai de Valerio Jalongo
- 2010 : Come un soffio de Michela Cescon
- 2012 : Il respiro dell’arco, court métrage d'Enrico Maria Artale

## Prix
| Année | Prix                                     | Film               | Catégorie         | Nomination/Gagnement |
| ----- | ---------------------------------------- | ------------------ | ----------------- | -------------------- |
| 2001  | Festival International du Film de Cannes | La Chambre du fils | Palme d'or        | Gagner               |
| 2001  | David de Donatello                       | La Chambre du fils | Meilleur scénario | Nommé                |
| 2001  | Nastro D'Argento                         | La Chambre du fils | Meilleur scénario | Nommé                |
| 2007  | David Di Donatello                       | Libero             | Meilleur scénario | Nommé                |